# Félix Dufourq
Félix Dufourq, nacido como Santiago Félix Dufourq Panelo (Concordia, Entre Ríos, 25 de julio de 1860-Buenos Aires, 19 de mayo de 1909), fue un marino argentino considerado como el creador y verdadero impulsor de la construcción del primer puerto militar del país el 2 de julio de 1898, ubicado en la bahía Blanca —que a partir de 1923 pasaría a llamarse Puerto Belgrano— a la vez que fue defensor y sostenedor de su ubicación geográfica sobre las costas antes citadas, específicamente en las cercanías de Punta Alta, y por tal motivo sería considerado fundador de la actual localidad.

## Biografía

### Origen familiar y primeros años
Félix Dufourq Panelo había nacido el 25 de julio de 1860 en la ciudad de Concordia, provincia de Entre Ríos que formaba parte de la entonces Confederación Argentina. Desde su concepción residiría en un solar de la esquina que miraba hacia el sudeste de la ciudad citada —en las actuales calles concordienses de Bartolomé Mitre e Hipólito Yrigoyen— y en donde sería bautizado el 8 de noviembre del año de nacimiento.
Su padre era el francés Félix Dufourq D’Hiriart (n. Sur de Francia, ca. 1820), miembro de una antigua noble familia gala, quien se dedicaba a empresas comerciales en el Río de la Plata desde 1848. La argentina Sara Panelo Pérez de Saravia (n. Buenos Aires, 14 de enero de 1832) era su madre, una hermana del rico comerciante Estanislao Panelo y Pérez de Saravia (n. ca. 1813), que unido en matrimonio con Doralisa Rivas tuvieron a Julián e Isolina Panelo Rivas, y quien fuera nombrado en 1849 por el entonces director provisional confederado Justo José de Urquiza como alcalde de Concordia en el departamento homónimo.
El abuelo materno era el rico hacendado Julián Panelo de Melo (n. Buenos Aires, 1780) —cuyos padres eran el rico notario Estanislao Panelo y González Pastor (n. ib., ca. 1750) y su cónyuge Olegaria de Melo— quien fuera un acaudalado hacendado, socio fundador de la Sociedad Patriótica y uno de los que financió a los Treinta y Tres Orientales en 1825 para recuperar del dominio imperial brasileño a la usurpada Provincia Oriental, lo que provocaría la Guerra del Brasil. Este era nieto del exitoso comerciante sardo-piamontés Juan Antonio Panelo (n. Ducado de Saboya, durante la ocupación francesa, ca. 1707 - f. 1786), radicado y casado en Buenos Aires desde el 19 de agosto de 1737 con María Gregoria González Pastor (n. ib., ca. 1719) y que, dedicado a la industria textil y propietario de una sastrería porteña, era veedor gremial y comerciaba con dicho puerto de residencia y los de Lima, Acapulco y Manila, siendo en este último, director de comercio hasta que en octubre de 1762 fuera nombrado teniente general de Filipinas por el gobernador Simón de Anda y Salazar.
Y su abuela materna era María Vicenta Pérez de Saravia y Pérez (n. Montevideo, ca. 1790), una hija de Manuel Pérez de Saravia y de Catalina Pérez, y nieta del primer teniente de gobernador de Yapeyú desde 1771, el capitán Francisco Pérez de Saravia y de su esposa Sabina Gregoria Josefa de Sorarte Andonaegui y Báez de Alpoin. Además era descendiente materna de vecinos fundadores de la ciudad de Montevideo.
En el año 1868, Félix Dufourq se trasladaría con su familia a la ciudad de Buenos Aires. Tenía un hermano llamado Esteban Saturnino Dufourq Panelo (Concordia, ca. 1858 - Buenos Aires, 14 de octubre de 1941) que se enlazó con María Antonia Hirigoyen (n. ca. 1865) para concebir a Esteban Norberto Dufourq Hirigoyen (Buenos Aires, 6 de junio de 1889 - ib., 11 de agosto de 1989). Su primo materno era el doctor Julián Panelo Rivas (Concordia, 1843 - Buenos Aires, 1901) quien fuera contador general de la provincia de Entre Ríos desde 1887, presidente del Banco Hipotecario provincial desde 1888 y diputado nacional desde 1890 hasta su fallecimiento.

### Carrera militar y proyecto gubernamental del primer puerto naval
Años después de residir en Buenos Aires, ingresó en 1878 —con 17 años de edad— a la Armada Nacional, por lo cual egresaría en 1881 con el grado de alférez de fragata. Además, el 4 de mayo de 1882, fue socio fundador del Centro Naval.
Debido al peligro inminente de un conflicto armado entre la Argentina y Chile a fines del siglo XIX, a causa de cuestiones limítrofes, surgió y tomó progresiva fuerza en las esferas gubernamentales y militares argentinas la idea de equipar y modernizar la flota de guerra como también dotarla de nuevas infraestructuras, con la construcción de un gran dique de carena —para limpieza y reparación de las naves— o bien de un puerto de aguas profundas.
En mayo de 1895 se asignaron los fondos necesarios para iniciar la construcción de este último y se designó la zona aledaña al ya inaugurado Puerto de La Plata, como el lugar de emplazamiento.

### Su proyecto estratégico
No obstante, el alejamiento del coronel E. Balza del Ministerio de Guerra y Marina y su reemplazo por el ingeniero G. Villanueva, se instaló un fuerte debate en torno a la conveniencia del sitio ya elegido.
Diversas personalidades bahienses habían peticionado al entonces presidente argentino Luis Sáenz Peña el 30 de enero de 1894, entre los que figuraban el empresario hotelero José Lamberti —hermano del famoso poeta Antonino— junto a otros destacados pobladores como Simón Etchevarne, Hugues, Maimo, Leónidas Lucero, Pedro Forgue y otras ciento dos personas más, para que se erija un puerto militar en la bahía Blanca, ya que fuera el mejor lugar de la Argentina para ello.
Por entonces, el Centro Naval había premiado en su certamen anual al teniente de navío Félix Dufourq por su genial trabajo en el cual, tras un meticuloso análisis, expuso la tesis de que el puerto debía situarse en dicha bahía, más precisamente en el tradicional fondeadero llamado otrora Pozos del Belgrano.
En este sentido, Dufourq desestimaba los puertos de La Plata y Madero con argumentos de origen técnico y estratégico, planteando que, de ubicarse el puerto militar cerca de alguna de las grandes ciudades, estas quedarían expuestas en caso de desatarse la guerra.

### Fundación del futuro Puerto Belgrano
En contrapartida, la bahía Blanca presentaba las características geográficas, técnicas y geopolíticas más convenientes tanto para la instalación del puerto como también para el desarrollo de poblaciones nuevas, como efectivamente ocurrió con la ciudad de Punta Alta. Finalmente, en 1896 se fijaría definitivamente el lugar de asentamiento del puerto, a partir de los informes presentados por el ingeniero Luigi Luiggi, director de las obras, que no hizo otra cosa que reafirmar lo sostenido hasta el cansancio por Félix Dufourq. Es por todo esto que sin duda le cabe a Dufourq el título de fundador de la actual Base Naval Puerto Belgrano.

### Especialización en Europa
En su carrera profesional se destacó con su participación en la Comisión de Faros y Balizas que, a bordo de la cañonera Bermejo, relevó las costas y canales de la bahía Blanca, como así también por la realización de una serie de viajes por el Viejo Mundo en donde adquirió importantes conocimientos técnicos y científicos en su visita a varias fábricas metalúrgicas y puertos militares en Alemania, Inglaterra, Italia, Rumania y Turquía.

### Creador de la Escuela de Oficiales de la Armada
La Escuela Superior fue creada por Dufourq en la ciudad de Buenos Aires, en el año 1904, y se ubicaba en la calle Callao n.º 145, y cuyo objetivo era actualizar y perfeccionar la capacitación de los oficiales subalternos.
Fue suprimida en 1905 pero en unos meses resurgiría en el Arsenal del Río de la Plata con una nueva denominación: «Escuela de Aplicación». 
Siguió funcionando hasta que en el mes de junio de 1907 fue clausurada nuevamente. El 18 de mayo de 1908 se volvería a restablecer, quedando el capitán de navío Manuel Barraza a cargo de la dirección de la misma.
Había promovido la organización de la «Universidad del Mar» en la isla Martín García, vinculando la formación militar a la de otras universidades nacionales pero no tuvo éxito en su proyecto.

### Últimos cargos y fallecimiento
Posteriormente fue inspector de las escuelas de personal subalterno y luego jefe de la Tercera Región Naval. Desempeñaba el cargo de presidente de la comisión nombrada para correr con todo lo referente a las obras a ejecutarse por administración en el Arsenal del Río de la Plata.
Félix Dufourq Panelo, ejerciendo este último cargo, fallecería en la ciudad de Buenos Aires el 19 de mayo de 1909, a los 49 años de edad. Tenía ya el grado de capitán de navío y se encontraba en la plenitud de su carrera profesional.
Lo que inmortalizaría en la historia a Dufourq fue su original y avanzada tesis sobre la localización meridional del nuevo Puerto Militar de Bahía Blanca, marcando un quiebre entre la vieja y la nueva generación de marinos, en franco rechazo hacia el tradicional centralismo porteño.